# August Spångbergs Park

August Spångbergs Park i Charlottenberg i Eda kommun, är en park uppkallad efter den socialistiske politikern August Spångberg. Parken ligger bakom kommunhuset i anslutning till biblioteket.